# Sophie Winkleman
Sophie Winkleman, född 5 augusti 1980 i London, är en brittisk skådespelare. Hon spelar Zoey i 2 1/2 män och Dorothy Gibson i Titanic. Hon är knuten till Royal Shakespeare Company.
Den 12 september 2009 gifte sig Winkleman med Lord Frederick Windsor, son till prins Michael av Kent och Marie-Christine von Reibnitz. Hon har två döttrar med honom.

## Filmografi i urval
- 2011 – CSI: Miami (Sharon Kirby i avsnittet "Last Stand")
- 2011–2015 – 2 1/2 män (Zoey Hyde-Tottingham-Pierce)
- 2019–2023 – Sanditon (TV-serie)